# Ragù napoletano

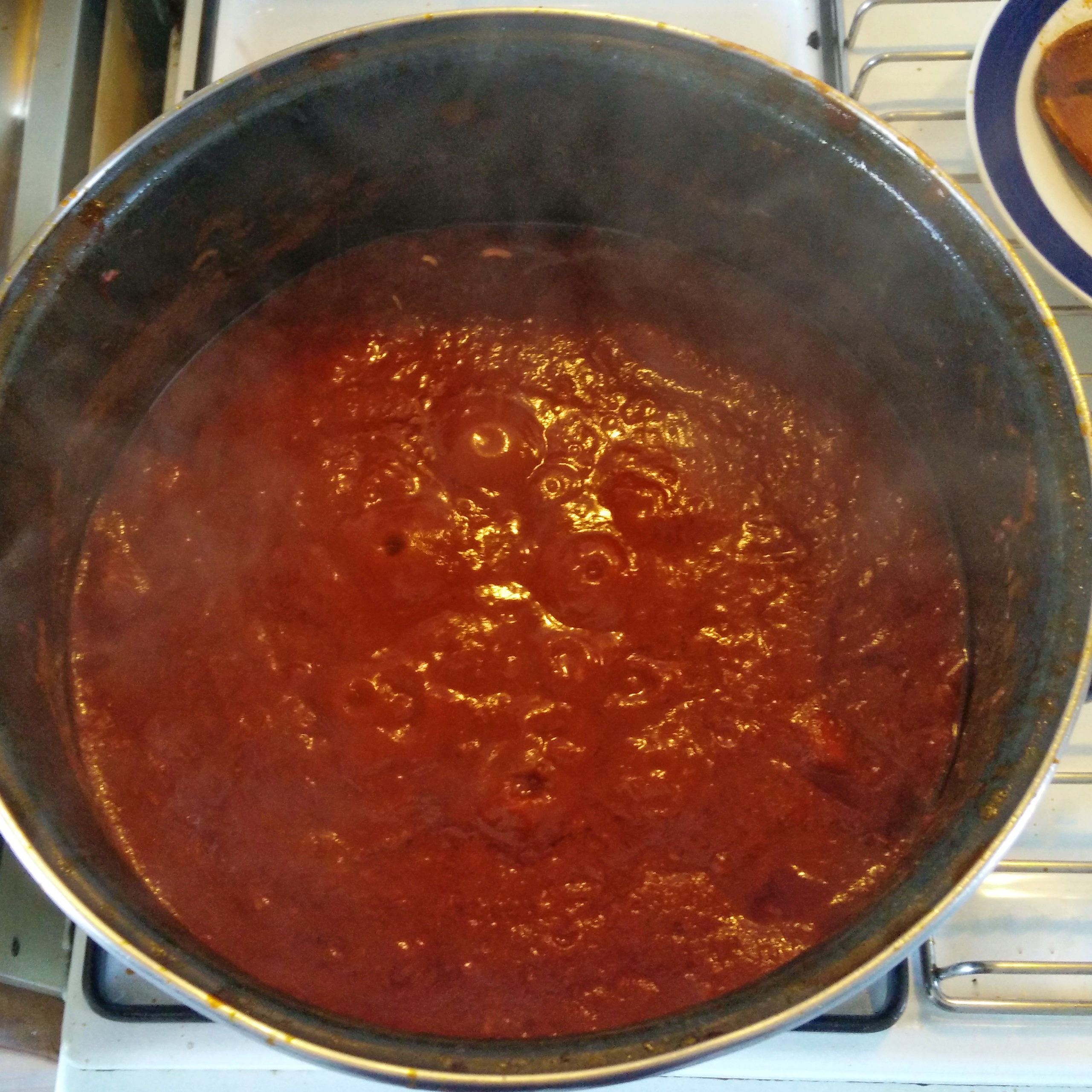
Die Soße, die beim Schmoren des Fleisches im Topf entsteht, ist das eigentliche neapolitanische Ragù, die eigentliche Pastasauce

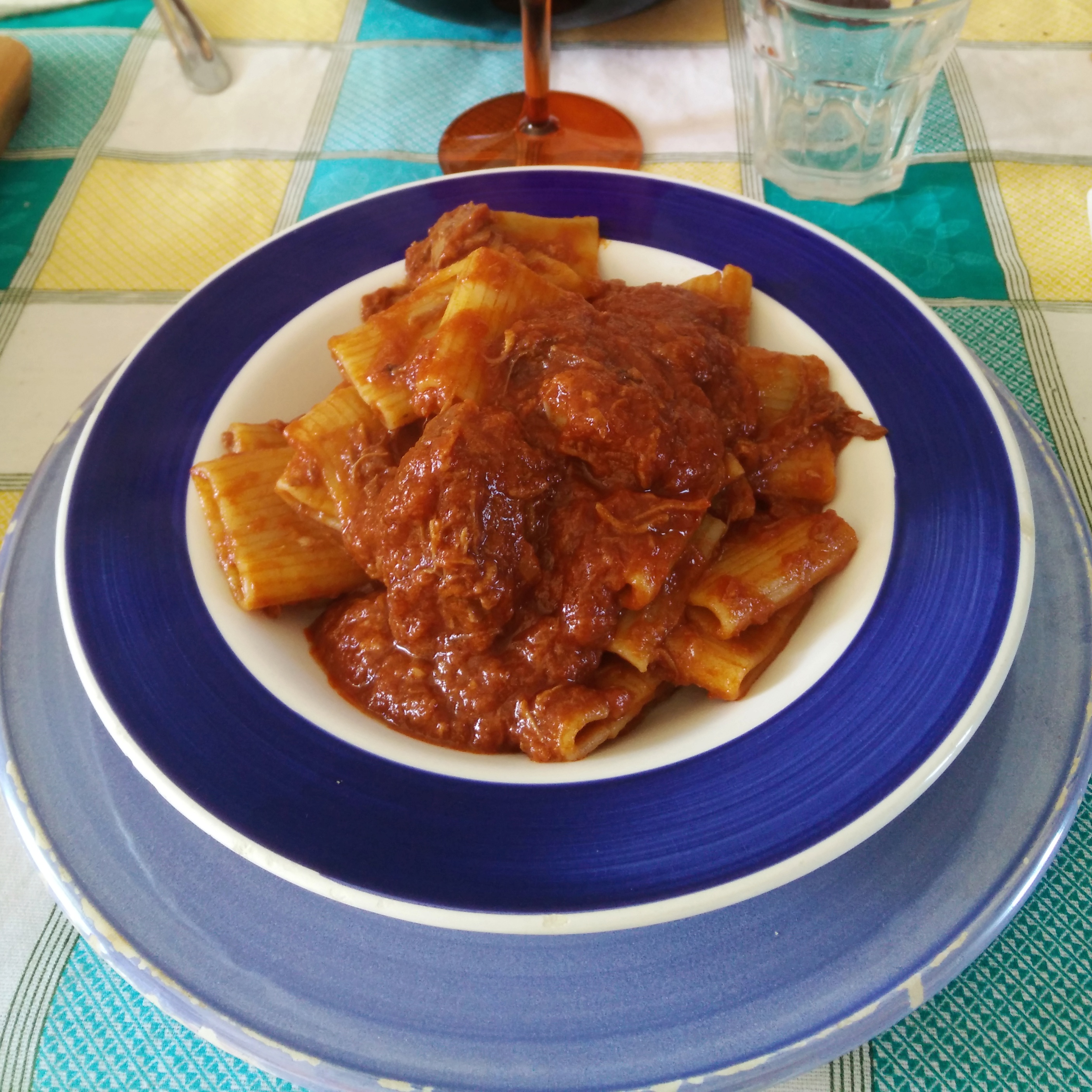
Ragù napoletano

Ragù napoletano (auch Ragù alla napoletana) ist ein Fleischgericht der neapolitanischen Küche, das oft zur Krönung des wöchentlichen Speiseplans zum Familienessen am Sonntagmittag gereicht wird. Die Sauce, ein sugo di carne (wörtlich: Fleischsaft), wird gelegentlich noch als Sugo della guardaporta (wörtlich: Pförtnersauce) bezeichnet, da ein Pförtner angesichts der sehr langen Kochzeit ausreichend Zeit hat, das Ragù zu beaufsichtigen, während er seiner eigentlichen Tätigkeit nachgeht.
Dieses Ragù wird im Gegensatz zum Ragù alla Bolognese nicht aus Hackfleisch, sondern aus einem ganzen Stück Fleisch hergestellt, das stundenlang sachte in einer Tomaten-Wein-Soße köchelt. Verwendet wird ein großes Stück Rinderbrust, ein Tafelstück oder ein Schweinebraten. Manchmal werden auch mit Fenchel gewürzte Würste, Pancetta oder Guanciale, Salami-Endstücke, Fleischklößchen u. a. mitgekocht. Nach alter Tradition wird auch ein in Schweineschwarte gewickeltes Kräuterbüschel beigegeben (Braciola di cotica). Die Sauce ist durch die große Menge an gehackten oder pürierten Tomaten, die beigefügt und während des langen Garens pastös werden, glatt und dickflüssig; sie wird in einer Menge hergestellt, die das Fleisch beim Köcheln immer bedeckt, sodass es nicht austrocknet und vom Aroma der Zutaten durchdrungen wird. Ragù napoletano erhält vom langen Schmoren, was traditionell in Tontöpfen geschah, eine bräunlich-rote Farbe. Gewürzt wird die Soße unterschiedlich: Z. B. nimmt man in der Gegend von Neapel für Rinderschmorfleisch Gewürznelken, Muskatnuss, Zimt, Knoblauch sowie Weiß- oder Rotwein. In Kampanien hingegen werden zu der Sauce von Schweine- oder Rinderbraten neben Tomaten und Wein feingeschnittene Zwiebel-, Stangensellerie- und Karottenwürfel beigefügt. Auch sie zerfallen im langen Garprozess und tragen zur sämigen Konsistenz der Sauce bei.
Ragù napoletano ist in der Regel ein Zwei-Gänge-Essen. Die Sauce wird zum Anrichten von Nudeln verwendet, die mit geriebenem Schafshartkäse bestreut werden, während das Fleisch in Scheiben geschnitten separat serviert wird, manchmal auch als Hauptgericht am nächsten Tag, zum Beispiel mit Gemüse. Meist wird eine Pastasorte ausgewählt, die raue „Kanten“ hat, an denen die Sauce haftet (Rigatoni, Ziti, Penne, Paccheri, Candele oder andere kurze breite Röhrennudeln). Das zartgekochte Fleisch kann auch zerkleinert und mit der Sauce vermischt werden.